# Interférence clonale

Ce diagramme montre que la reproduction sexuée permet l'apparition d'un nouveau génotype plus rapidement. Deux nouveaux allèles ""A"" et ""B"" apparaissent en même temps. Dans une population à reproduction sexuée ils se combinent rapidement (diagramme du haut) cependant dans une espèce à reproduction asexuée (diagramme du bas), les deux allèles se répandent indépendamment en raison de l'interférence clonale, jusqu'à ce que les deux entrent en compétition et que l'un finisse par être éliminé.

En génétique évolutive, l'interférence clonale est un phénomène caractérisant la reproduction asexuée d'un organisme. Il correspond à l'apparition simultanée dans une population de deux mutations bénéfiques. La reproduction de l'espèce considérée étant asexuée, il n'existe pas de croisements entre les individus qui la composent. L'une de ces mutations sera donc forcément perdue au cours de l'évolution, bien qu'elle soit bénéfique. En effet, la pression sélective sera à l'origine d'une compétition entre les porteurs de chaque mutation, et l'un finira par être avantagé au détriment de l'autre. Il deviendra majoritaire dans la population et l'autre sera éliminé. Pour coexister dans la population avec l'autre allèle bénéfique, une mutation positive doit apparaître chez un individu possédant déjà le premier allèle, c'est-à-dire un descendant du premier (cas d'épistasie coopérative).
Ce cas distingue la reproduction asexuée de la reproduction sexuée. En effet, lorsqu'on considère une espèce à reproduction sexuée, deux mutations bénéfiques apparues simultanément peuvent se retrouver ensemble chez un descendant, grâce à l'interfécondité. 
Ce phénomène semble avoir avantagé les espèces à reproduction sexuée, c'est-à-dire avec croisement entre les individus, par rapport aux espèces à reproduction asexuée. En effet, ce mode de reproduction favorise le brassage génétique car il ne peut exister d'interférence clonale.